# ロッティング・クライスト
ロッティング・クライスト(Rotting Christ)は、ギリシャ出身のエクストリームメタルバンド。
ギリシャで結成された中では、最初期のブラックメタルバンドで、1990年代初頭に流行した母国のブラックメタル・サウンドに大きな影響を与えた。

## 来歴

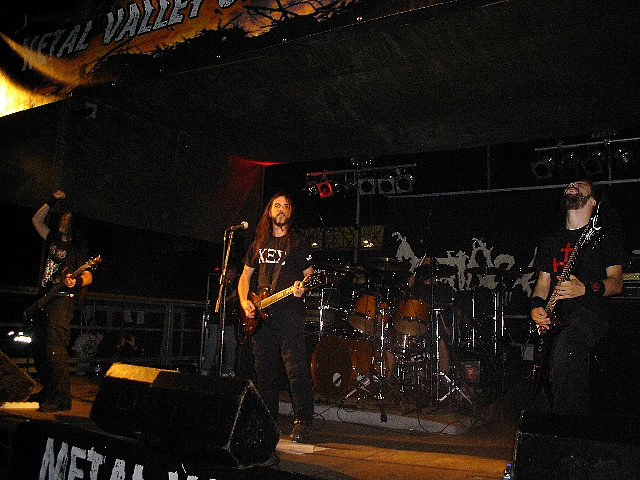
イタリア・ロッシリオーネ公演 (2003年)

1987年、アテネでトリス兄弟を中心にして結成され、グラインドコア・バンドとしてスタートする。後にセルティック・フロスト、ヴェノム等に影響を受けた音楽性へと転換する。
1993年にはイモータル、ブラスフェミーと共にツアーを敢行し、話題となる。このツアー中には何人かの観客が自傷行為を行い、入院するという事件が起きている。
また、バンドがユニサウンド・レコードと契約する以前にはメイヘムのユーロニモスが自身のレーベルであるデスライク・サイレンス・プロダクションから作品をリリースすることに興味を示していた。しかし、1993年8月にユーロニモスが殺害されてしまったため、その話は流れてしまっている。
アメリカ、ヨーロッパ各国、マレーシア、中東などギリシャの他にも多くの国でライブを行っている。また、ヴァッケン・オープン・エアなど多くのメタルフェスにも出演している。過去にはマイ・ダイイング・ブライド、トリスタニア、ティアマット、フィントロール、オールド・マンズ・チャイルド、 マルヴォレント・クリエイション、アノレクシア・ネルヴォサ、ヴェイダー、クリジウン、ディーサイド、ベヒーモス、Melechesh、ナイルなど、多くのバンドと共演している。
2013年、11thアルバム『Kata ton Daimona Eaytoy』をリリース。
2014年、初来日を果たした。
2016年、12thアルバム『Rituals』をリリース。

## コンセプトと音楽的特徴
初期の音楽性はVarathronやThou Art Lordといったギリシャのブラックメタルバンドが奏でているような古典的なサウンドの誕生に多大な影響を与えた。歌詞の主なテーマは悪やオカルティズムである。各アルバムではクリーンヴォーカル、ドゥームメタル、ゴシックメタル、インダストリアルミュージック、ベネディクト会の聖歌などの要素を取り入れて積極的に音楽性を変えている。『Khronos』以降の最近のアルバムではよりモダンでアグレッシブなスタイルとなっている。
これまでに様々なプロデューサー、エンジニア、ミキサーと共に作品を作っている。著名な人物だとダン・スワノ、ピーター・テクレン、フレドリック・ノルドストローム、アンディ・クラッセン、Siggi Bemm、Waldemar Sorychta、Xytrasがいる。

## 評価
バンド名が原因で何年にもわたって論争の的となってきた。また、1999年11月に行われた「2000年度共和党大統領予備選挙」の最中には世界中のメディアの注目を集めている。その時は候補者でキリスト教右派のゲイリー・バウアーによって、"反カトリック的"だと批判されている。それに対し、サキス・トリスはこう答えている。
| 「 | 「いわゆる民主主義国家に住んでいて思うのは、誰もが宗教を好きなように呼ぶ権利を持っているってことさ。実際、俺たちはただキリスト教は"腐っている"って思っただけだ！"サタニストの活動家"っていうタイプのバンドなんかじゃない。むしろ、現代のメタルの暗黒面を表しているバンドのひとつでしかないよ。」 | 」 |

2005年の5月にはいくつかのショーをキャンセルさせられるという憂き目にあっている。メガデスのフロントマンであるデイヴ・ムステインがロッティング・クライストが出演するのならギリシャのショーには出ないと宣言したためであった。
ショーのキャンセルを強いられて、サキスは次に様に語っている。
| 「 | 「あのムステインがそんなこと言うなんて思わなかった。だってほら、彼はメタルだって考えられてるだろ。(中略)ともかく、彼とすべての新しいタイプのキリスト教徒にはただただ残念な気持ちだ。俺はキリスト教を人類史上最悪のものだと考えているからね。キリスト教は社会を支配するためにうまく仕組まれたトリックだよ。だから、人を支配する仕組みでいっぱいのキリスト教なんてものにご執心なやつを見ると、本当にかわいそうなやつだなって思うよ。だって、そいつは自由じゃないんだから。 | 」 |

アンスラックスの創始者であるダン・リルカは2005年のムステインのツアーに共演したネヴァーモアのウォーレル・デイン同様、ロッティング・クライストを擁護し、デイヴ・ムステインを次のように批判している。
| 「 | 「誰だって信仰の自由は保障されるべきだ。デイブは事態を誤解してるんだと思う。俺はロッティング・クライストの奴らと会ったことがあるけど、サタニストとかその類いだなんて思わなかったな。 デイブの過剰反応じゃないかなって気がする。」 | 」 |

憲法でローマ・カトリック国であることが宣言されているマルタでライブを行ったときには、何者かによってロッティング・クライストのフライヤーが教会のドアに貼付けられ、教会やカトリック団体とのトラブルが起きた。開催場所を変更することになったものの、ライヴ自体は実施された。

## メンバー

### 現ラインナップ
- サキス・トリス (Sakis Tolis) - ボーカル/リズムギター (1987- )
アルバムでは、メンバーの在籍状況によってベースやキーボードを兼任することがある。
- テミス・トリス (Themis Tolis) - ドラムス (1987- )
- ジョージ・エマニュエル (George Emmanuel) - リードギター (2014- )
- ヴァン・エイス (Van Ace) - ベース (2014- )

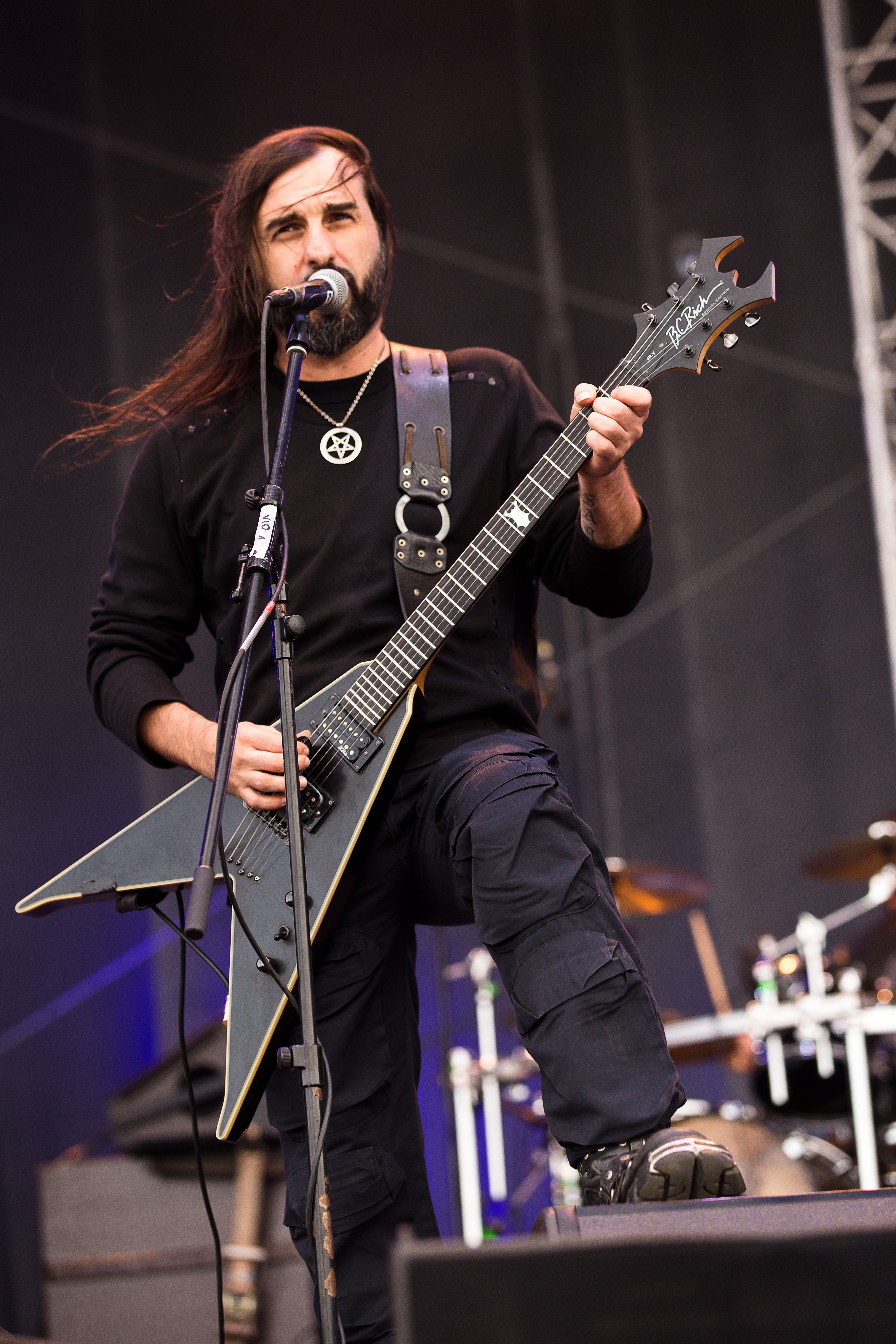
サキス・トリス(Vo/G) 2015年
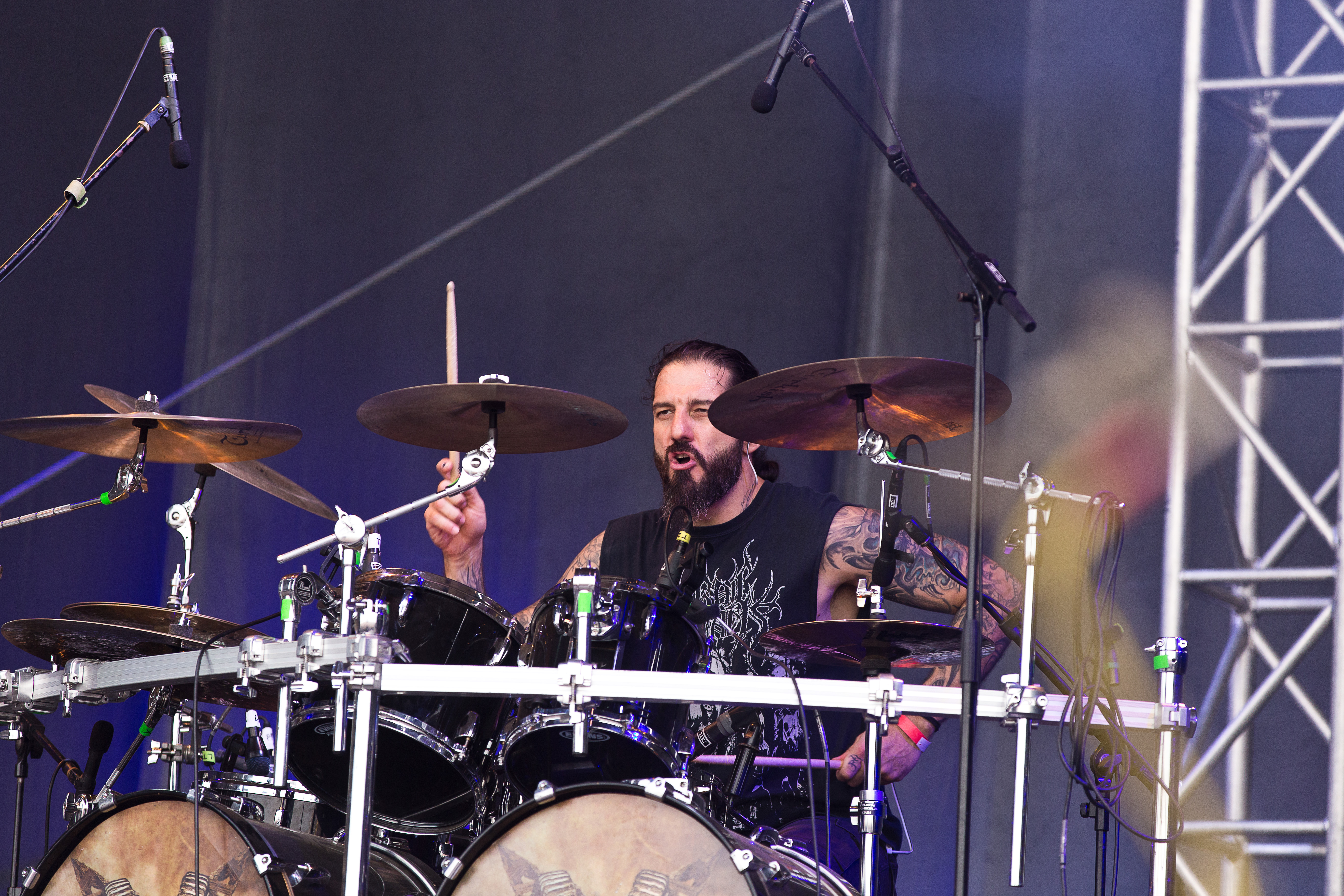
テミス・トリス(Ds) 2015年
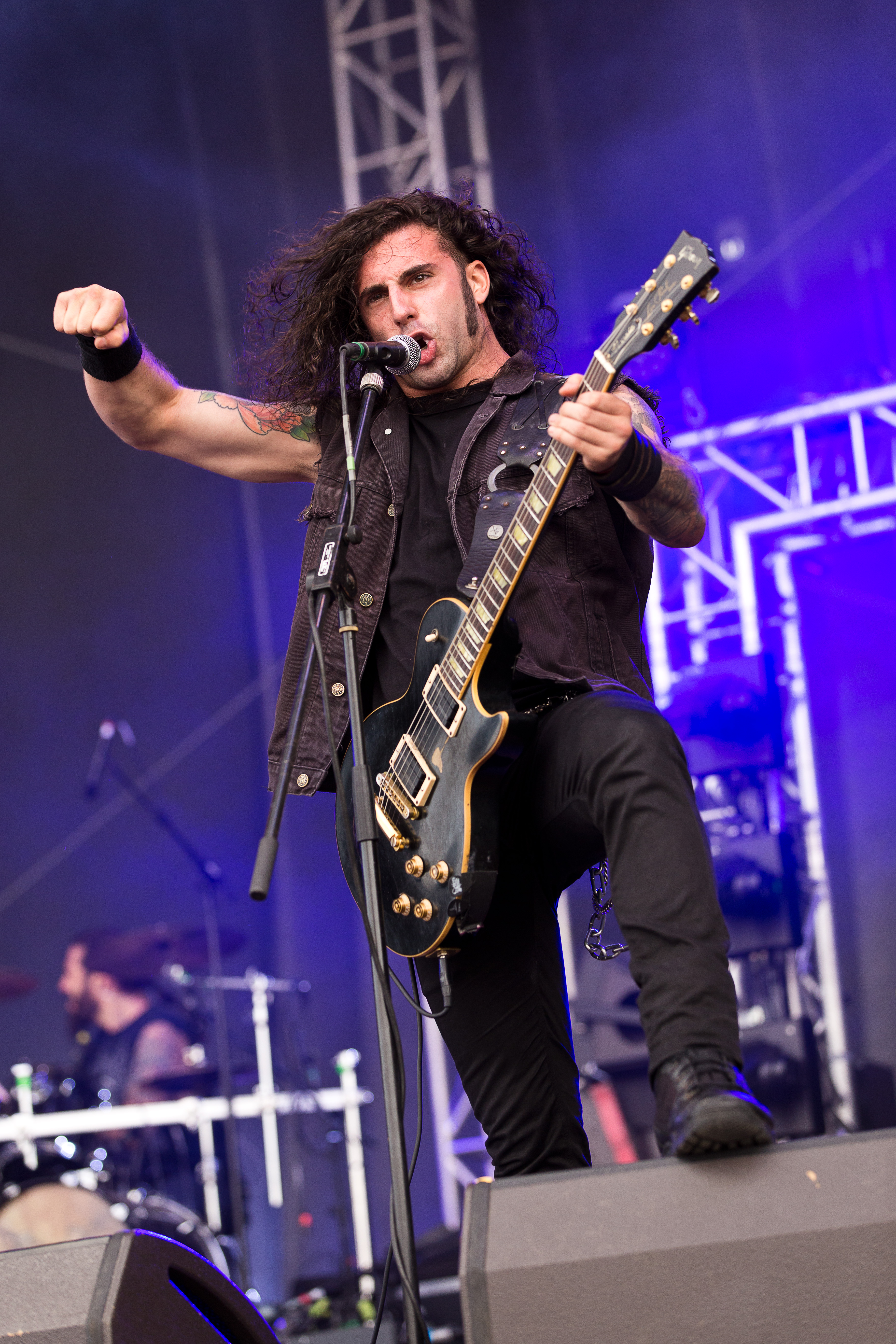
ジョージ・エマニュエル(G) 2015年
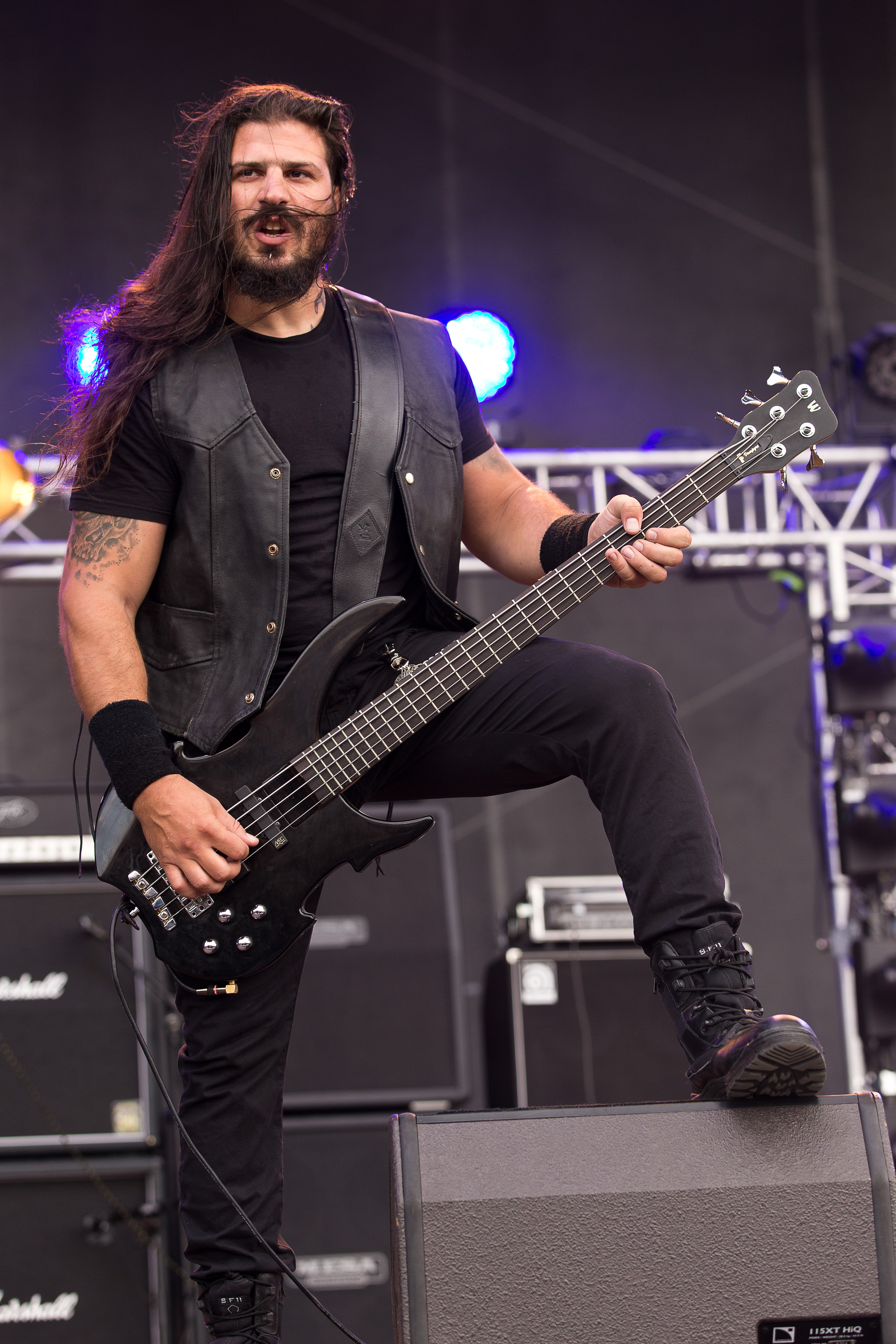
ヴァン・エイス(B) 2015年

### 旧メンバー
- ジム・パトソウリス (Jim "Mutilator" Patsouris) - ベース (1987-1996)
- ゲオルゲ・ザハロポウロス (George "Magus Wampyr Daoloth" Zaharopoulos) - キーボード (1992-1994)
- コスタス・バッシラコポウロス (Costas Vassilakopoulos) - リードギター (1996-2004)
- アンドレアス・レギオス (Andreas Lagios) - ベース (1997-2011)
- ゲオルギオス・トリアス (Georgios Tolias) - キーボード (1997-2003)
- イオルゴス・ボコス (Giorgos Bokos) - リードギター (2005-2012)

## ディスコグラフィ

### スタジオアルバム
- 1993年 - Thy Mighty Contract
- 1994年 - Non Serviam
- 1996年 - Triarchy of the Lost Lovers
- 1997年 - A Dead Poem
- 1999年 - Sleep of the Angels
- 2000年 - Khronos
- 2002年 - Genesis
- 2004年 - Sanctus Diavolos
- 2007年 - Theogonia
- 2010年 - Aealo
- 2013年 - Kata ton Daimona Eaytoy
- 2016年 - Rituals